# NewLISP
newLISP è un linguaggio di scripting open source della famiglia dei linguaggi LISP sviluppato da Lutz Mueller e distribuito sotto la GNU General Public License.

## Storia
newLISP fu creato nel 1991 e sviluppato in origine su una workstation Sun-4. In seguito, fu distribuita su CompuServe una versione per Windows 3.0. Nel 1995, con l'uscita di Windows 95, fu sviluppata un'implementazione a 32-bit di newLISP.
Nel 1999, newLISP fu convertito per Linux; una parte del cuore del linguaggio fu riscritta e tutte le parti di codice specifiche per Windows eliminate. NewLISP fu distribuito come progetto open source sotto la licenza GPL e lo sviluppo su Windows terminò dopo la versione 6.0.25. Nuove caratteristiche quali l'aritmetica intera con precisione a 64-bit e alcune operazioni su file furono introdotte con la versione 9.0 nel 2006.

## Filosofia
NewLISP mira a fornire una versione scripting veloce, potente e multipiattaforma del linguaggio LISP, mantenendo un modesto utilizzo di memoria RAM e disco. Supporta caratteristiche di LISP quali le liste, l'elaborazione simbolica, la mappatura di funzioni, le funzioni anonime (espressioni lambda), le macro, ecc. Fornisce anche funzioni tipiche dei moderni linguaggi di scripting, quali il supporto per le espressioni regolari, l'XML, lo Unicode (UTF-8), i formati TCP/IP e UDP, l'elaborazione di matrici e array, funzioni statistiche e molto altro.
NewLISP gira su BSD, Linux, Windows, macOS e Solaris. Fornisce supporto per l'accesso ai database MySQL, SQLite e ODBC, CGI, SMTP, POP3, FTP e XML-RPC.